# Liste der Kanoniker des Einbecker Alexanderstifts
In der Liste der Kanoniker des Einbecker Alexanderstifts werden die bisher bekannten Pröpste, Dechanten und Scholaster sowie ggfs. weitere bekannte Kanoniker oder Funktionsträger des Alexanderstifts in Einbeck mit ihrer jeweiligen Amtszeit aufgeführt. Falls bekannt, sind noch weitere Ämter genannt. Die Reformation im Stift wurde 1545 eingeführt.

## Pröpste
- Eckhardus um 1158
- Godofredus um 1171
- Otto Raven
- Konrad von Rostorf 1263–1293
- Magister Ubertus 1297 Zeuge in der Gründungsurkunde des Einbecker Marienstifts
- Werner 1309–12
- Albrecht II. von Braunschweig-Lüneburg 1313–24
- Johann von Braunschweig-Grubenhagen 1325, † 1367, Grabplatte in der Münsterkirche
- Ernst von Braunschweig-Grubenhagen, Sohn von Herzog Ernst I., nach seiner Absetzung als Abt von Corvey, ab 1372
- Ludolph von Echte
- Otto, Sohn von Friedrich von Grubenhagen, 1408 ⚭ Schonette von Nassau, Witwe von Heinrich von Homburg, Tochter von Johann I.
- Ludolph von Oldershausen 1418, † 1446
- Ernst, Sohn von Herzog Erich I. 1446, † 1464
- Johann Rekop, † 1475
- Johann Weidemann 1475–82
- Johann Brüggemann, Dechant, 1483–93
- Johann Worder (nach Meinung Johannes Letzners)
- Wulbrand von Oberg 1496 † 1523; auch Propst vom Dom zu Osnabrück, von St. Moritz zu Hildesheim und vom Blasiusstift (Braunschweig)
- Franz von Waldeck 1523

Nach der Reformation und dem Tod von Franz von Waldeck 1553 ging die Propstwürde von St. Alexandri auf die Herzöge von Grubenhagen, und nach deren Aussterben 1596 auf die Regenten des Hauses Braunschweig-Wolfenbüttel Herzog Heinrich Julius und Herzog Friedrich Ulrich (bis 1617) über.

## Dechanten
- Theodorus vor 1273
- Henricus 1273–97
- Hermann
- Eckhardus 1305
- Hermann 1306–21
- Johannes von Crimmensen 1322–29
- Dieterich von Mansfeld 1343–50
- Lippold von Elverdishus 1353–57
- Heinrich von Mackenhusen
- Engelhard von Windhusen 1380
- Ludolph von Echte 1397 (zuvor erzbischöflicher Commissar in den Archidiakonaten Einbeck und Nörten, danach Propst)
- Werner Baldewini 1422–24
- Dieterich Wesenburg 1440
- Johann von Rode 1463–82, danach Propst
- Bertold Crabberodt 1483–1502
- Johann Raphon 1502–08
- Giso Uslar 1508
- Andreas Topp 1514–28
- Michael von Mandelsloh 1529
- Wedekind Delliehausen 1530–31
- Konrad Olemann 1532–41, vorher Scholaster
- Johann von Büren 1541

Nach der Reformation ging die Funktion des Dechanten auf den Stifts-Senior, den ältesten unter den anwesenden Canonicis, über.
- Von 1793 bis 1805 war dies (Georg Johann) Christian von Ramdohr, seit 1788 Stiftskanonikus.

Die Kanonikate dienten bis ins 19. Jahrhundert den vornehmen Familien des Landes zur Versorgung ihrer Söhne. Schon die Kinder ließ man wenn möglich für solche Stellen vornotieren. Nebst freier Wohnung gab es geringe Einkünfte. Die amtlichen Verpflichtungen beschränkten sich auf einige offizielle Sitzungen und Beratungen.

## Scholaster
- Ludolfus 1219–24
- Arnoldus 1242–82
- Jordanus 1297
- Wasmodus von Elbrinxhusen 1305
- Dieterich von Weverling 1322–45
- Lippold von Elverdishus 1346–53, danach Dechant
- Werner von Rode 1379–97
- Hermann Goldschmidt 1400–14
- Johann von Imbshausen, auch Domküster in Paderborn
- Johann Schriver 1457–63
- Bruno Uslar 1474–92
- Giso Uslar 1498–1506, auch Domherr in Schleswig
- Siegfrid von Rauschenplatt 1508
- Matthäus Foltzen 1518–23
- Conrad Olemann 1528–30, später Dechant

## Weitere Kanoniker
- Otto Ernst 1467–1495
- Heinrich Luder (–1588)[2]